# Mas del Rafael
El Mas del Rafael és una masia de Cervera (Segarra) protegida com a Bé Cultural d'Interès Local.

## Descripció
Edifici de planta quadrangular amb planta baixa i dues plantes. Sobresurt una petita estança que es correspondria amb la comuna o necessària. Els murs són de maçoneria arrebossada.